# آزادراه ام۶۲

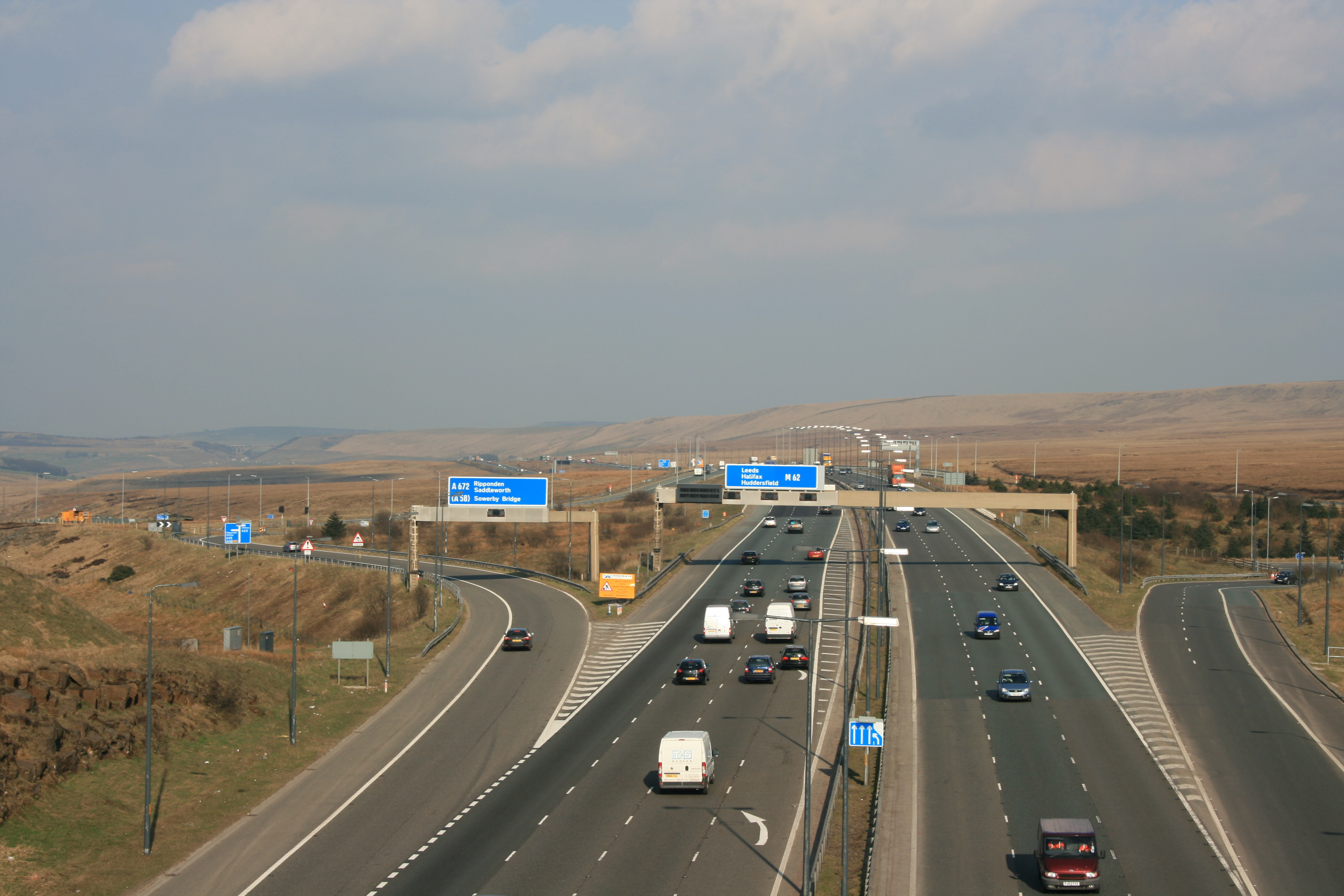
آزادراه ام۶۲

آزادراه ام۶۲ (به انگلیسی: M62 motorway) یک آزادراه در کشور انگلستان است.
این آزادراه که از شهر نوتی اش شروع می‌شود، ۱۷۲ کیلومتر (۱۰۷ مایل) مسافت دارد و از شهرهای مهمی مانند لیورپول، سالفورد، منچستر، برادفورد، لیدز، ویکفیلد و کینگستن هال عبور می‌کند.